# 国際シーパワーシンポジウム
国際シーパワーシンポジウム（英:International Seapower Symposium）はアメリカ海軍大学校(NAVWARCOL)が1969年に主催してから2年毎に開催される国際会議である。

## 歴史

### ISS I
世界の海上国家の首脳の意思疎通を促進する目的で、第1回国際シーパワーシンポジウム (ISS I) は1969年11月17日から20日までアメリカ合衆国ロードアイランド州ニューポートのアメリカ海軍大学校(NAVWARCOL)で開催された。この4日間の会議ではアメリカ海軍大学校長のリチャード・コルバートが議長をつとめ、アメリカ海軍作戦部長のトーマス・モーラーが演説を行った。国際シーパワーシンポジウムは、アメリカ海軍作戦部長が主催した2回の例外を除くと、すべてアメリカ海軍大学が主催している。秋に開催されるのは、ニューポートでは天気がよい日が多くリラックスしたムードを利用するためである。

### ISS II
第2回国際シーパワーシンポジウム (ISS II) は1971年11月1日から5日まで開催され、41か国の67人の代表が出席した。この会議では議長はアメリカ海軍作戦部長のエルモ・ズムウォルト・ジュニアがつとめ、世界の海軍の共通の問題について意見交換を行う目的の下で行われた。

### ISS III
第3回国際シーパワーシンポジウム (ISS III) は1973年10月15日から19日まで開催され、議長は再びエルモ・ズムウォルト・ジュニアがつとめた。議論では戦争・軍事から離脱して、海の世界で非軍事的な海軍の用途をテーマに意見交換された。会議には、38か国の54人の代表が出席した。

### ISS IV
第4回国際シーパワーシンポジウム (ISS IV) は1976年7月6日から9日まで開催され、議長はアメリカ海軍作戦部長のジェームズ・ホロウェイ3世がつとめた。参加国は48か国だった。会議のテーマは「1980年代の海軍の役割」(The role of Navies in the 1980's) だった。

### ISS V
第5回国際シーパワーシンポジウム (ISS V) は1979年10月2日から5日まで開催され、参加国は前回より1か国多い49か国だった。議長はアメリカ海軍作戦部長のトーマス・ヘイワードがつとめた。会議のタイトルは「世界平和に対する海軍の役割」(The Role of Navies in a World of Peace) だった。

### ISS VI
第6回国際シーパワーシンポジウム (ISS VI) は1981年6月28日から7月1日まで開催された。参加した48か国は「1980年代の海軍」(World Navies in the 1980's) という全体的なテーマを下に意見交換された。

### ISS VII
第7回国際シーパワーシンポジウム (ISS VII) は1983年11月7日から10日まで開催された。議長であるアメリカ海軍作戦部長のジェームズ・ワトキンスは、「2000年への新生海軍の役割」(Emerging Naval Roles to the Year 2000) をテーマに主催した。

### ISS VIII
第8回国際シーパワーシンポジウム (ISS VIII) は1985年10月20日から23日まで開催され、議長は再度ジェームズ・ワトキンスがつとめた。会議のテーマは「海上安全保障計画」 (Maritime Security Planning - Traditional vs. Non-Traditional Views) で、46か国が出席した。

### ISS IX
第9回国際シーパワーシンポジウム (ISS IX) は1987年10月25日から28日まで開催され、議長はアメリカ海軍作戦部長のカーライル・トロストがつとめた。テーマは「低強度紛争時代の海運国」(Maritime Power in an Era of Low Intensity Conflict) で、54か国が出席した。

### ISS X
カーライル・トロストが再度議長をつとめる形で、第10回国際シーパワーシンポジウム (ISS X) は1989年10月22日から25日まで開催された。「財政危機時代の海運国」(Meeting Commitments in an Era of Fiscal Constraint) をテーマに、41か国は長時間議論をした。

### ISS XI
アメリカ海軍作戦部長のフランク・ケルソー2世が議長をつとめる形で第11回国際シーパワーシンポジウム (ISS XI) は1991年10月6日から9日まで開催された。会議のテーマは「世界環境のための共同海上ルール」(Emerging Cooperative Maritime Roles in a Changing World Environment) で、57か国が参加した。

### ISS XII
第12回国際シーパワーシンポジウム (ISS XII) は再度フランク・ケルソー2世が議長をつとめ、1993年11月7日から10日まで開催された。会議のテーマは「海上連合と国際安全保障」(Maritime Coalitions and International Security) で、71か国から130人が参加した。

### ISS XIII
第13回国際シーパワーシンポジウム (ISS XIII) は1995年11月5日から8日までアメリカ海軍大学校で開催された。アメリカ海軍作戦部長のジェレミー・ボーダが議長をつとめ、会議のタイトルは「協力・・・海から」(Partnership … From the Sea) だった。この4日間の会議には、67か国から132人が参加した。

### ISS XIV
73か国が参加した第14回国際シーパワーシンポジウム (ISS XIV) は、1997年11月2日から5日までアメリカ海軍作戦部長のジェイ・L・ジョンソンが議長をつとめる形で開催された。会議のテーマは「21世紀のシーパワーと安全保障」(Seapower and Common security in the 21st Century) だった。

### ISS XV
「来世紀の海軍戦略」(Maritime Strategies for a Naval Century)は、第15回国際シーパワーシンポジウム (ISS XV) のタイトルで、1999年11月7日から10日までジェイ・L・ジョンソンが議長をつとめる形でニューポートで開催された。70か国から152人が会議には出席した。

### ISS XVI
第16回国際シーパワーシンポジウム (ISS XVI) は2003年10月26日から29日までニューポートのアメリカ海軍大学校で開催された。56人の海軍参謀総長などを含む69か国の203人が会議に出席した。会議のテーマは「平和・繁栄・安全のためのシーパワー」(Seapower for Peace, Prosperity and Security) だった。

### ISS XVII
第17回国際シーパワーシンポジウム (ISS XVII) のテーマは「自由と海上安全保障の国際ネットワーク」(A Global Network of Nations for a Free and Secure Maritime Commons) で、ニューポートのアメリカ海軍大学校で2005年9月20日から23日まで開催され、議長はアメリカ海軍作戦部長のマイケル・マレンがつとめた。55人の海軍作戦部長を含む70か国の137人が会議に出席した。

### ISS XVIII
第18回国際シーパワーシンポジウム (ISS XVIII) のテーマは「国際海上安全保障の共同ソリューションの創造」(Forging Cooperative Solutions for International Maritime Security) で、ニューポートのアメリカ海軍大学校で2007年10月16日から19日まで開催され、議長はアメリカ海軍作戦部長のゲイリー・ラフヘッドがつとめた。100か国以上から、69人の海軍参謀総長、21人の海上保安庁の長官、16人の海軍大学校の校長が会議に出席した。アメリカ海軍は海洋戦闘から戦争抑止までの幅広い戦略概念を、この会議で初めて発表した。

### ISS XIX
第19回国際シーパワーシンポジウム (ISS XIX) のテーマは「海軍の連携、協力関係の構築」(Connecting Navies, Building Partnership) で、2009年10月7日から9日まで、アメリカ海軍作戦部長のゲイリー・ラフヘッドと、海軍長官のレイ・メイバスが開催した。